# Исковцы (Лубенский район)
Исковцы (укр. Ісківці) — село,
Исковецкий сельский совет,
Лубенский район,
Полтавская область,
Украина.
Код КОАТУУ — 5322882701. Население по переписи 2001 года составляло 896 человек.
Является административным центром Исковецкого сельского совета, в который, кроме того, входит село
Пулинцы.

## Географическое положение
Село Исковцы находится на правом берегу реки Слепород,
выше по течению на расстоянии в 2.5 км расположено село Хорошки (Оржицкий район),
ниже по течению примыкает село Пятигорцы,
на противоположном берегу — село Пулинцы.
По селу протекает пересыхающий ручей с запрудой.
Рядом проходит автомобильная дорога Т-1713.

## Экономика
- Молочно-товарная и овце-товарная фермы.
- ЧП «Альянс».

## Объекты социальной сферы
- Школа.
- Дом культуры.

## Известные люди
- Афанасьев-Чужбинский Александр Степанович (1816—1875) — русский и украинский поэт, писатель, переводчик, этнограф, родился в селе Исковцы.